# 雷型駆逐艦
雷型駆逐艦（いかづちがたくちくかん）は、大日本帝国海軍が初めて運用した駆逐艦の艦級。第一期拡張計画に基づき、イギリス海軍B級駆逐艦の準同型艦として、明治29年・30年度計画でイギリスのヤーロー社に6隻が発注された。1899年より順次に就役し、日露戦争でも活躍した。

## 設計
本型は、ヤーロー社がアルゼンチン海軍向けに建造していた「コリエンテス」（ARA Corrientes）を発展させるかたちで設計されており、イギリス海軍のB級駆逐艦の準同型艦とされている。船型は同型と同じく乾舷の低い平甲板型とされ、艦首が波浪に突っ込んだときに海水をすくい上げないように、水はけの良い亀甲型（タートルバック）とされたのも同様である。
ボイラーはヤーロウ式の石炭専焼式水管ボイラーで、蒸気は飽和蒸気でで、圧力17.6 kgf/cm2 (250 lbf/in2)だった。主機は3段膨張4気筒レシプロ蒸気機関とされた。各艦とも海上公試では計画値を上回る好成績を記録した。
兵装は、原型となったイギリス駆逐艦の構成が踏襲されており、艦砲としては40口径7.6cm砲（安式十二斤速射砲）1門と40口径5.7cm砲（保式六斤速射砲）5門が搭載された。40口径7.6cm砲は上甲板後端、40口径5.7cm砲は艦橋上に1門と上甲板両舷に2門ずつが設置された。なお、艦橋上の5.7cm砲は日露戦争前に砲力強化のため7.6cm砲に換装されている。また魚雷については、上甲板後部の中心線上に2個の旋回台を設け、これに人力旋回式の45cm魚雷発射管を1門ずつ設置した。

## 同型艦
明治29年度計画で4隻、明治30年度計画で2隻が発注され、1899年（明治32年）から1900年（明治33年）にかけて6隻が就役し、当初は水雷艇（駆逐艇）に類別された。このように小型の艦を単独で日本に回航するのは前例がなく、当初は分解輸送して日本国内で再組立する案もあったが、結局はイギリスで竣工したうえで日本に回航しており、以後、駆逐艦の国産化までこの方式が踏襲された。
1900年6月22日に軍艦（駆逐艦）に編入され、1905年（明治38年）12月12日に軍艦籍から駆逐艦籍に転籍、1912年（大正元年）8月28日には等級が付与され、三等駆逐艦となった。
霓は就役した年に座礁、沈没しているが、残りの艦は日露戦争に参加している。戦没艦はなかったものの、雷・電の2隻も事故で失われており、同型艦の半数を事故で喪失したことになるが、残りは艦歴を全うし、大正10年までに全艦退役した。

### 雷（いかづち）
発注時の艦名は第一号水雷艇駆逐艇。1899年2月23日、竣工。同年5月25日、佐世保に到着。1913年（大正2年）10月9日、大湊港で機関破裂事故により船体切断・着底。1913年（大正2年）11月5日、除籍。1914年（大正3年）4月29日、売却。

### 電（いなづま）
発注時の艦名は第二号水雷艇駆逐艇。1899年4月25日、竣工。同月26日に出航し、同年6月25日、横須賀に到着。1909年（明治42年）12月16日、函館の葛登支灯台北北西の位置で木造汽帆船錦龍丸(総トン数660t)と衝突し、沈没。1910年（明治43年）夏に浮揚。9月15日除籍。

### 曙（あけぼの）
発注時の艦名は第五号水雷艇駆逐艇。1899年7月3日、竣工。1900年2月20日、横須賀に到着。1921年（大正10年）4月30日、特務艇（二等掃海艇）に類別。同年6月21日、雑役船（標的船）に編入。1925年（大正14年）5月2日、廃船。

### 漣（さざなみ）
発注時の艦名は第六号水雷艇駆逐艇。1899年8月28日、竣工。1900年3月24日、佐世保に到着。1905年の日本海海戦では5月28日にロシア駆逐艦のベドーヴイを拿捕し、バルチック艦隊司令長官ロジェストヴェンスキー中将を捕虜とした。1913年4月1日、除籍。同年8月23日、雑役船（掃海船）に編入され漣丸に改称。同年10月〜11月、青島の戦いに従軍。1916年（大正5年）3月31日、雑役船（標的船）に編入。同年8月29日、館山沖で撃沈処分。同年10月18日、廃船。1917年（大正6年）1月9日、売却。

### 朧（おぼろ）
発注時の艦名は第十一号水雷艇駆逐艇。1899年11月1日、竣工。1900年4月28日、神戸に到着。1921年4月30日、特務艇（二等掃海艇）に編入。同年6月21日、雑役船（標的船）に編入。同年10月末、廃船。

### 霓（にじ）
発注時の艦名は第十二号水雷艇駆逐艇。1900年1月1日、竣工。同年5月26日、横須賀に到着。同年7月29日、清国山東省南東岬沖で、濃霧のため座礁、8月3日に沈没。1901年（明治34年）4月8日、除籍。

## 登場作品

### アニメ・漫画
『ゴールデンカムイ』
原作第130話で初登場。同型艦4隻（雷、電、曙、朧）が網走川を遡上し、網走監獄を砲撃した他、照明弾を撃ち上げた。また、その後杉元佐一らを北海道から樺太の大泊へと運んだ。
原作第285話より再登場し、杉元佐一らがこもる五稜郭に砲撃を加えるが、回天丸から回収・隠匿されていた前装式68ポンド砲による反撃を受けて全艦が被弾、雷は沈没した。